# 伊瓦诺·皮齐
伊瓦诺·皮齐（義大利語：Ivano Pizzi，1982年7月1日—），意大利男子自行车运动员。他曾代表意大利参加2012年夏季残疾人奥林匹克运动会自行车比赛，获得一枚金牌和一枚银牌。

## 家庭
哥哥卢卡·皮齐。